# Concord (Kentucky)
Concord – najmniejsze miasto w stanie Kentucky, USA. Położone jest w hrabstwie Lewis.